# 474 до н. е.

## Події
- Консулами Риму були обрані Луцій Фурій Медуллін і Авл Манлій Вульсон.
- Відбулася морська битва при Кумах між об'єднаним грецьким флотом під керівництвом тирана Сиракуз Гієрона та етрусками, які намагалися захопити грецьку колонію Куми. Етруски були розгромлені, що призвело до початку їхнього занепаду.
- Юань-ван Чжень став правителем Східної Чжоу.

## Померли
| рік | Це незавершена стаття про рік. Ви можете допомогти проєкту, виправивши або дописавши її. |